# Decimocuarto problema de Hilbert
El decimocuarto problema de Hilbert (uno de los conocidos como veintitrés Problemas de Hilbert, publicados en 1900 por el matemático alemán David Hilbert), pregunta si ciertas álgebras son finitamente generadas.
La configuración es la siguiente: Supóngase que k es un cuerpo y sea K un subcuerpo del cuerpo de funciones racionales de n variables,
k(x1, ..., xn) sobre k.
Considérese ahora el k-álgebra R definida como la intersección
{\displaystyle R:=K\cap k[x_{1},\dots ,x_{n}]\ .}
Hilbert conjeturó que todas estas álgebras se generan de forma finita sobre k.
Después de que se obtuvieron algunos resultados que confirmaban la conjetura de Hilbert en casos especiales y para ciertas clases de anillos (en particular, la conjetura fue probada incondicionalmente para n=1 y n=2 por Oscar Zariski en 1954), posteriormente, en 1959, Masayoshi Nagata encontró un contraejemplo a la conjetura de Hilbert. El contraejemplo de Nagata es un anillo de invariantes adecuadamente construido para la acción de un grupo algebraico lineal.

## Historia
El problema surgió originalmente en la teoría invariante algebraica. Aquí el anillo R se da como un anillo (adecuadamente definido) de invariantes polinomiales de un grupo algebraico lineal sobre un cuerpo k que actúa algebraicamente sobre un anillo de polinomios k[x1,. .., xn] (o más generalmente, en un álgebra generada finitamente definida sobre un campo). En esta situación el campo K es el campo de funciones racionales (cocientes de polinomios) en las variables xi que son invariantes bajo la acción dada del grupo algebraico, el anillo R es el anillo de polinomios que son invariantes bajo la acción. Un ejemplo clásico en el siglo XIX fue el extenso estudio (en particular, acometido por Cayley, Sylvester, Clebsch, Paul Gordan y también Hilbert) de invariantes de formas binarias en dos variables con la acción natural del grupo lineal especial SL2(k) sobre él. El propio Hilbert demostró la generación finita de anillos invariantes en el caso del campo de los números complejos para algunos grupos de Lie semi-simples clásicos (en particular, el grupo lineal general sobre los números complejos) y acciones lineales específicas sobre anillos polinomiales, es decir, acciones que provienen de representaciones de dimensión finita de los Grupo de Lie. Este resultado de finitud fue extendido posteriormente por Hermann Weyl a la clase de todos los grupos de Lie semi-simples. Un ingrediente importante en la demostración de Hilbert es el teorema de la base de Hilbert aplicado al ideal dentro del anillo polinomial generado por las invariantes.

## Formulación de Zariski
La formulación de Zariski del decimocuarto problema de Hilbert pregunta si, para una variedad algebraica cuasi-afín X sobre un campo k, posiblemente asumiendo X normal o suave, el anillo de las funciones regulares en X es finito generado sobre k.
Se demostró que la formulación de Zariski es equivalente al problema original, para X normal.  (Consulte también: teorema de finitud de Zariski).
Éfendiev F.F. (Fuad Efendi) proporcionó un algoritmo simétrico que genera una base de invariantes de formas n-arias de grado r.

## Contraejemplo de Nagata
Nagata (1958) dio el siguiente contraejemplo al problema de Hilbert. El  cuerpo k contiene 48 elementos a1i, ..., a16i, para i = 1, 2, 3 que son algebraicamente independientes del cuerpo primo. El anillo R es el anillo de los polinomios k[x1, ..., x16, t1, ..., t16] en 32 variables. El espacio vectorial V es un espacio vectorial de 13 dimensiones sobre k que consta de todos los vectores (b1, ..., b16) en k16 ortogonal a cada uno de los tres vectores (a1i, ..., a16i) para i = 1, 2, 3. El espacio vectorial V es un Grupo algebraico unipotente conmutativo de 13 dimensiones bajo la adición, y sus elementos actúan sobre R fijando todos los elementos tj y tomando xj a xj + bjtj. Entonces, el anillo de elementos de R invariante bajo la acción del grupo V no es un álgebra k finitamente generada.
Varios autores han reducido los tamaños del grupo y el espacio vectorial en el ejemplo de Nagata. Por ejemplo,Totaro (2008) demostró que sobre cualquier campo hay una acción de la suma G3
a de tres copias del grupo aditivo en k18 cuyo anillo de invariantes no se genera de forma finita.